# Classe Brooke
La classe Brooke est une classe de six frégates de l'United States Navy dont la conception est basée sur les précédentes unités de la classe Garcia.
Frégates lance-missiles (immatriculation FFG), elles furent construites de 1962 à 1968 pour une période de service allant de 1966 à 1989.

## Unités
| Numéro de quille | Nom             | Commande       | Lancement       | Mise en service  | Retrait du service | Issue                                                   |
| ---------------- | --------------- | -------------- | --------------- | ---------------- | ------------------ | ------------------------------------------------------- |
| FFG-1            | Brooke          | 4 janvier 1962 | 19 juillet 1963 | 12 mars 1966     | 16 septembre 1988  | Transféré au MARAD le 28 mars 1994                      |
| FFG-2            | Ramsey          | 4 janvier 1962 | 15 octobre 1963 | 3 juin 1967      | 1er septembre 1988 | Mis à disposition pour des exercices le 15 juin 2000    |
| FFG-3            | Schofield       | 4 janvier 1962 | 7 décembre 1963 | 11 mai 1968      | 8 septembre 1988   | Mis à disposition pour des exercices le 2 novembre 1999 |
| FFG-4            | Talbot          | 24 mai 1963    | 6 janvier 1966  | 22 avril 1967    | 30 septembre 1988  | Transféré au MARAD le 28 mars 1994                      |
| FFG-5            | Richard L. Page | 24 mai 1963    | 4 avril 1966    | 5 août 1967      | 30 septembre 1988  | Transféré au MARAD le 28 mars 1994                      |
| FFG-6            | Julius A. Furer | 24 mai 1963    | 22 juillet 1966 | 11 novembre 1967 | 31 janvier 1989    | Transféré au MARAD le 28 mars 1994                      |

## Galerie

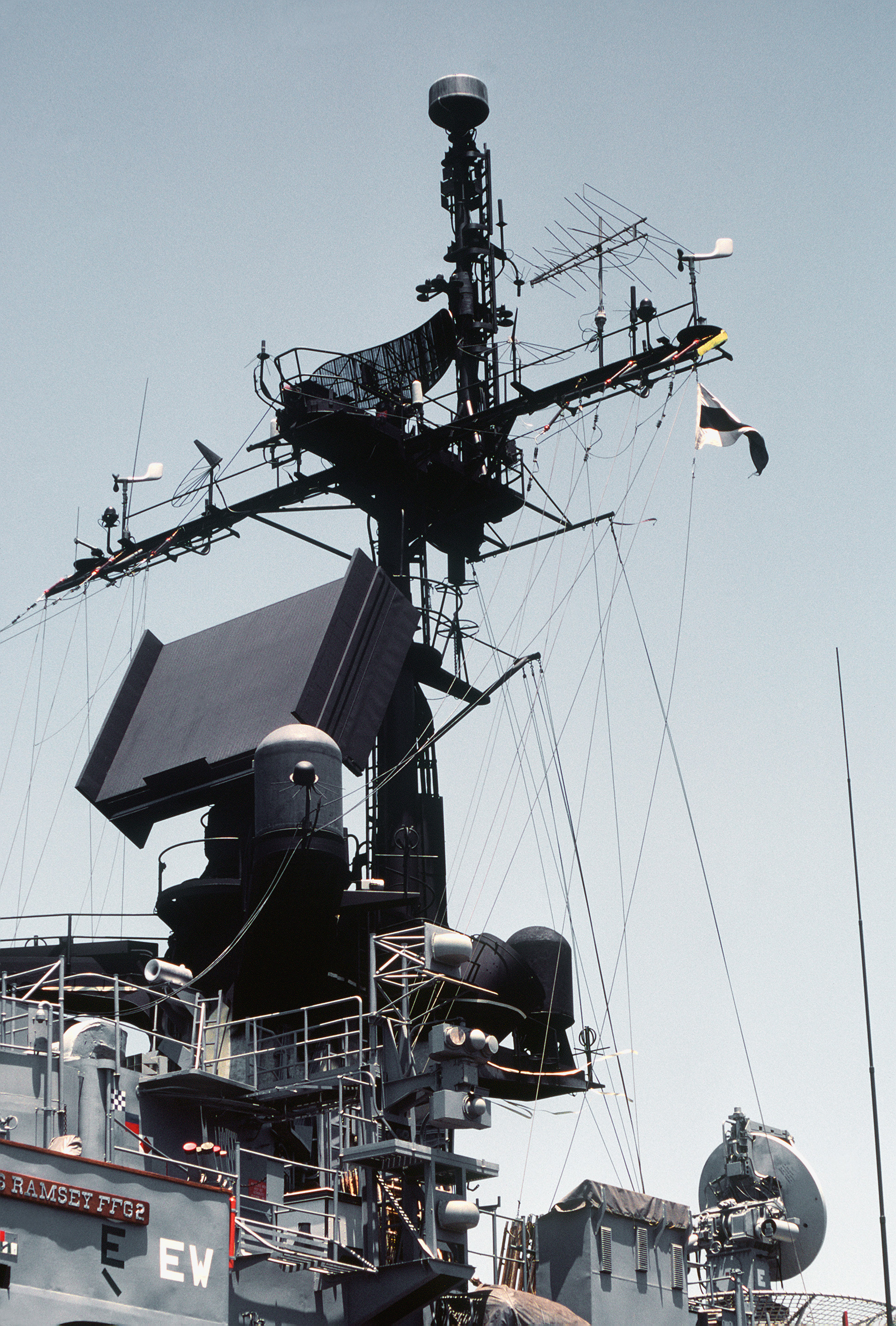
Antenne radars du Ramsey.
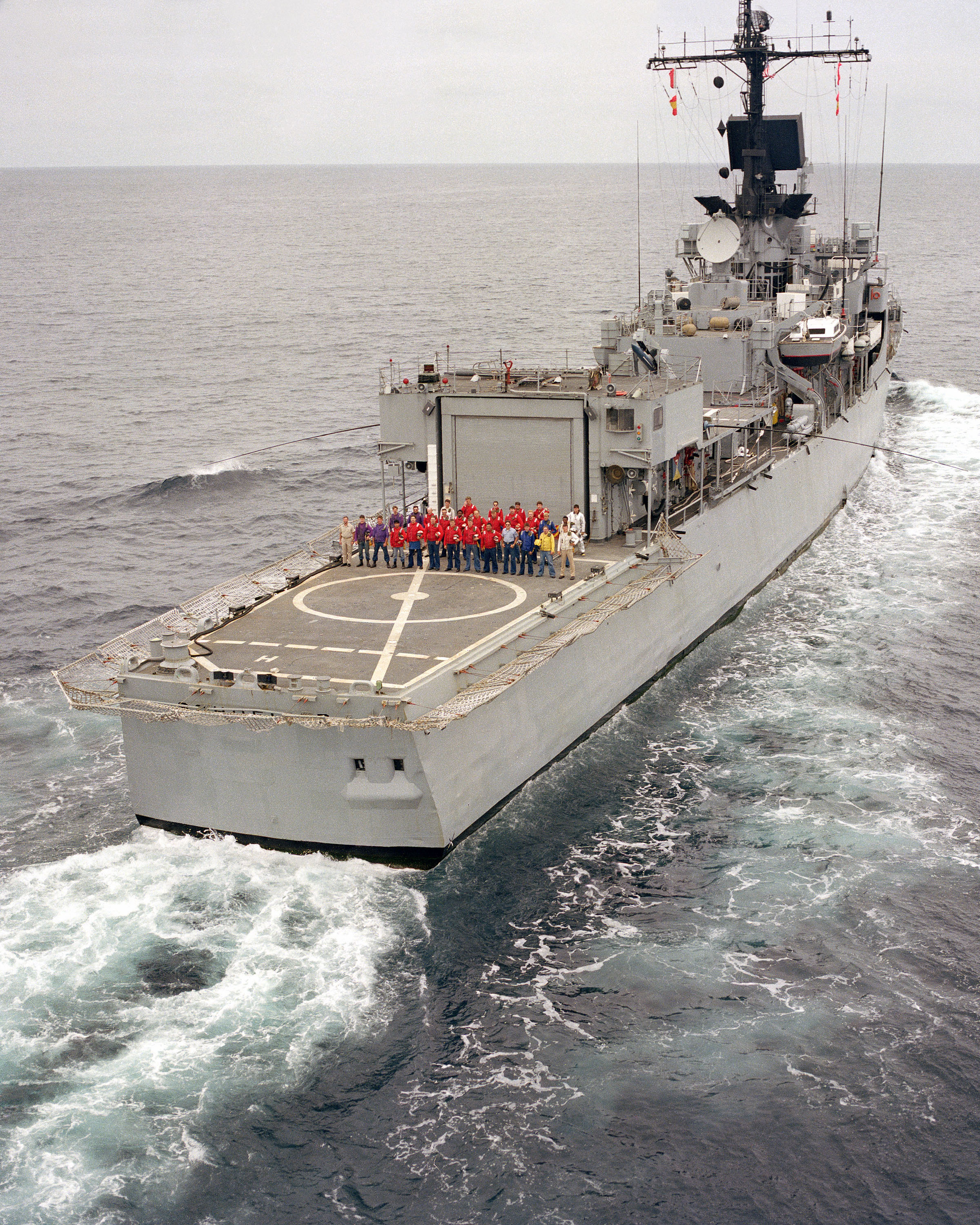
Vue de la poupe du Schofield.
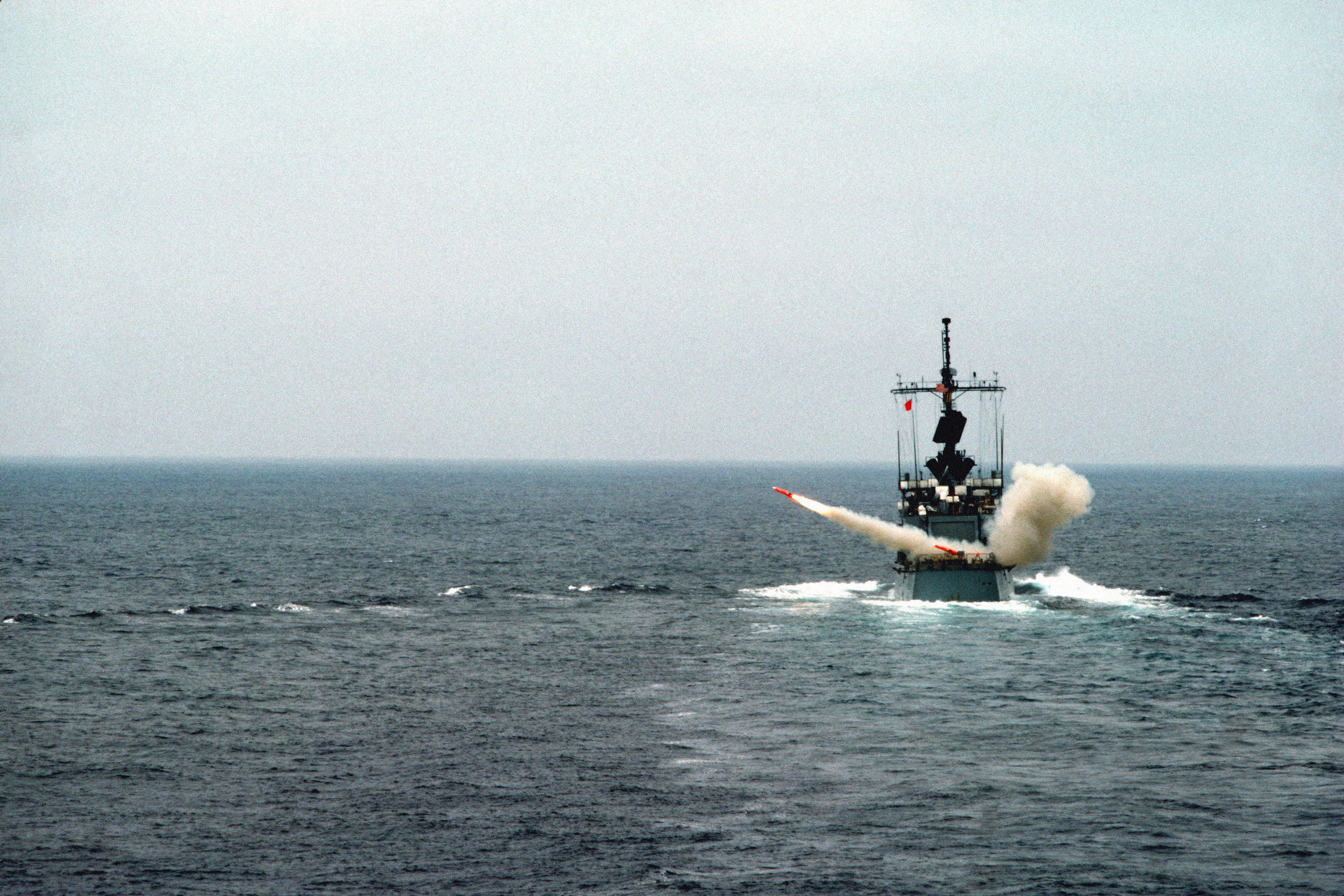
Le Talbot lançant un drone cible en 1984.